# Slackware
A Slackware az egyik legrégebben működő Linux-disztribúció. Nevét a slack angol szó adta, ami magyarul lazát jelent. Az első kiadás az 1.00 volt, amit 1993. július 16-án tett közzé Patrick Volkerding. Később ezt számos fejlesztés követte és adott alapot több további épülő disztribúciónak is. 

## Története és neve

Slackware logó

Az első Slackware kiadás az 1.00 volt, amit 1993. július 16-án tett közzé Patrick Volkerding, a disztribúció megalkotója és fejlesztője. Ez az SLS Linuxon alapult, és támogatta a 3½" kislemez-tükröket, amelyeket ingyenes FTP szerverekről lehetett beszerezni. A Slackware az egyik legrégebben létező disztribúció, 2003-ban ünnepelte a 10. születésnapját.
A név, „Slackware” szótöve, a slack, jelentése: laza.
A korai kiadásokban három felhasználó fiók létezett, így mint: „satan”, „gonzo” és „snake”. Ezeket példaként hozták létre, de később eltávolították, lévén potenciális biztonsági kockázatot jelentettek.
1999-ben a verziószám 4-ről felugrott rögtön 7-re, amit Patrick Volkerding  azzal magyaráz, hogy bár jelentős újításokon ment keresztül eladdig a rendszer, ennek ellenére ez verziószám növekedéssel nem járt. Eme hiányt pótolta ezzel a nagyobb ugrással, emellett próbált lépést tartani más linux-disztribúciókkal, (amelyek ekkor már a 6-os verziójukat élték) a verziószám növelése szempontjából ezzel mutatva, hogy a Slackware is van annyira friss, mint más disztribúciók.
2004-ben Patrick Volkerding komolyan megbetegedett, ezzel hosszabb időre bizonytalanná váltak a további Slackware verziók. Felépülése után a fejlesztés folytatódott.
2005-ben a GNOME-ot eltávolították az aktuális és a rákövetkező verziókból. Patrick Volkerding szerint a GNOME Slackware-ben történő karbantartása túl sok munkába került.
A Slackware történetében mindig voltak különféle disztribúciók, illetve LiveCD-k (például Slax). Néhány népszerű disztribúció is erre épül, így mint a College Linux, Zenwalk, VectorLinux, Salix OS és a népszerű magyar fejlesztés, a Frugalware.

## Kiadott verziók, elérhető architektúrák
| Verzió | Dátum                |
| ------ | -------------------- |
| 1.0    | 1993. július 16.     |
| 1.1.0  | 1993. november 5.    |
| 1.1.2  | 1994. február 5.     |
| 2.0    | 1994. július 2.      |
| 2.1    | 1994. október 31.    |
| 2.2    | 1995. március 30.    |
| 2.3    | 1995. május 24.      |
| 3.0    | 1995. november 30.   |
| 3.1    | 1996. június 3.      |
| 3.2    | 1997. február 17.    |
| 3.3    | 1997. június 11.     |
| 3.4    | 1997. október 14.    |
| 3.5    | 1998. június 9.      |
| 3.6    | 1998. október 28.    |
| 3.9    | 1999. május 10.      |
| 4.0    | 1999. május 17.      |
| 7.0    | 1999. október 25.    |
| 7.1    | 2000. június 22.     |
| 8.0    | 2001. július 1.      |
| 8.1    | 2002. június 18.     |
| 9.0    | 2003. március 19.    |
| 9.1    | 2003. szeptember 26. |
| 10.0   | 2004. június 23.     |
| 10.1   | 2005. február 2.     |
| 10.2   | 2005. szeptember 14. |
| 11.0   | 2006. október 2.     |
| 12.0   | 2007. július 1.      |
| 12.1   | 2008. május 2.       |
| 12.2   | 2008. december 10.   |
| 13.0   | 2009. augusztus 26.  |
| 13.1   | 2010. május 24.      |
| 13.37  | 2011. április 27.    |
| 14.0   | 2012. szeptember 28. |
| 14.1   | 2013. november 5.    |
| 14.2   | 2016. július 1.      |
| 15.0   | 2022. február 3.     |

A Slackware elsődleges fejlesztési iránya az x86 architektúrájára (személyi számítógép, PC). Ennek ellenére vannak hivatalos portolások DEC Alpha és SPARC rendszerekre is. 2005-ben már volt Slackware System/390-re is. Nem hivatalos portolások is megtalálhatóak, így mint ARM (Armedslack), SPARC (Splack), PowerPC (Slackintosh) architektúrákra. (Lásd még: Slackware alapú szabad disztribúciók (angolul))
A Slackware legutolsó stabil kiadása x86 és x86-64 architektúrára a 14.2-es verzió (2016. július 1.), amely tartalmazza - sok más megszokott programcsomag mellett - a GNU Fordító Gyűjtemény 5.3.0-s, a Linux kernel 4.4.14-es, illetve grafikus felületként a KDE 4.14.21-es és az Xfce 4.12.1-s változatát.
Létezik egy úgynevezett aktuális (current), tesztelési/fejlesztői verzió, aminek használata kockázatosabb, de ez mindig a legaktuálisabb javításokat, nem feltétlenül stabil programverziókat tartalmazza.

## Slackware és a 64 bit
A Slackware a 13.0-s kiadással hivatalosan támogatott architektúrává tette az x86-64-et. A korábbi nem hivatalos 64 bites kiadások, mint a slamd64, vagy a Bluewhite, okafogyottá váltak.

## ZipSlack
A ZipSlack egy „lebutított” Slackware disztribúció, amely eredeti célja a méretének 100 megabájton belül tartása, hogy egy zip disken is elférjen.
Jelenleg ezt egy ZIP formátumú tömörített fájlban adják ki, amely tartalmaz egy azonnal használható minimális Slackware Linux rendszert. Ebben nincs X Window grafikus ablakkezelő rendszer (amennyiben a lemezterület engedi és telepítve van, képes azt is kezelni), de képes alapvető hálózati feladatok ellátására és tartalmazza a legtöbb fordítót is, amelyek benne vannak a Slackware-ben is. A hagyományaihoz híven FAT/FAT32 fájlrendszert használ, amely telepíthetővé teszi MS-DOS, Windows 3.x, Windows 9x rendszereken a meghajtó újrapartícionálása nélkül, ezzel lehetővé teszi a Slackware Linux gyors és kockázatmentes (minimális kockázat) kipróbálását, vagy biztonsági rendszerként használva, hibajavításra és nem indítható Linux-rendszerek javítására. A ZipSlack csak DOS alatt képes futni, és ezért nem kompatibilis a Windows NT/2k/XP rendszerekkel.

## A felépítésének filozófiája

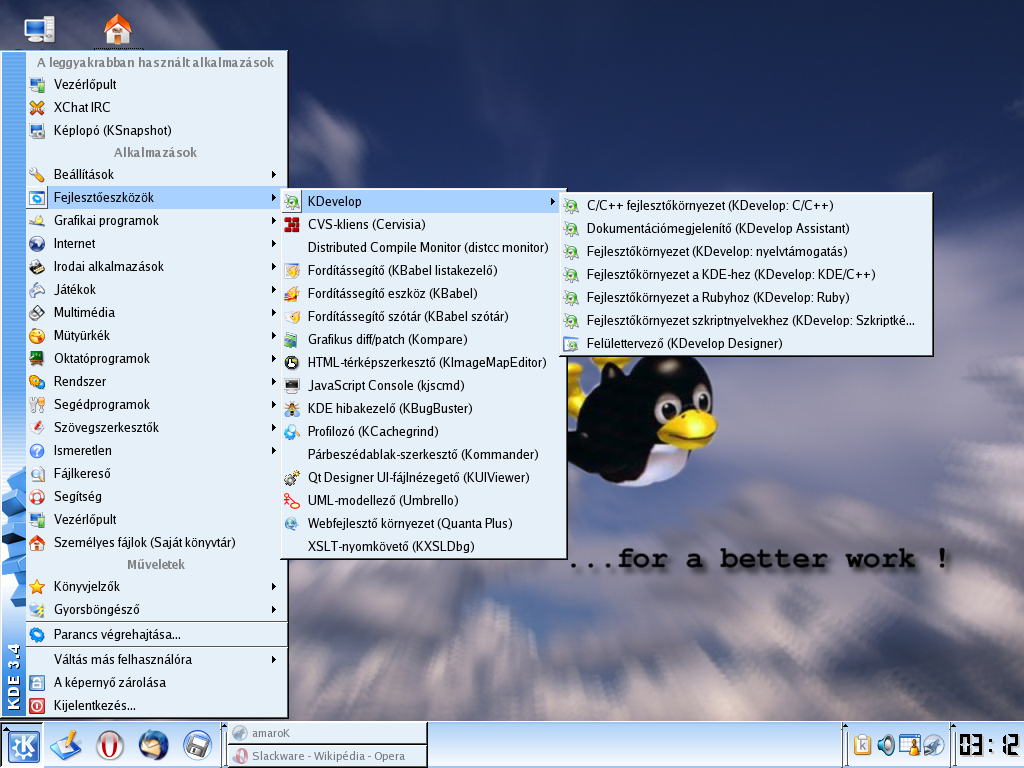
A Slackware 10.2 KDE 3.4 grafikus felülettel

### KISS
A KISS angol betűszó „Keep it Simple, Stupid”, jelentése: tartsd egyszerűen, bután. Ez egy irányelv, amivel magyarázható a Slackware fejlesztésének irányvonala. Ebben a környezetben az „egyszerű” a rendszer felépítésére értendő, és nem a könnyű használatra. Ezért sem tartalmaz több, különféle grafikus felhasználói felület beállítását segítő eszközt, amivel barátságosabb felületet nyerhetnénk, mint az egyszerű parancssor. (A grafikus felületek általában nagyon komplex rendszerek, melyek segítik a felhasználó tájékozódását az adott operációs rendszereken belül.)
A Slackware gyors és stabil, ellenben nem jellemző, hogy felhasználóbarát is lenne. A laikusok szerint nehezen beállítható és nehezen tanulható. A „profik” szerint ez az egyszerűség egyben az előnye is, mivel teljesen rugalmas és átlátható rendszer, felesleges és instabil „felhasználóbarát” elemek nélkül.

### Indítási folyamatok
A Slackware a legtöbb Linux-disztribúciótól eltérően nem System V-szerű, hanem BSD-szerű inicializáló szkripteket használ. Ennek értelmében minden egyes futási szinthez adott egy alkönyvtár, amely tartalmazza a szükséges inicializáló szkripteket. A különbség az, hogy amíg a BSD egyetlen szkriptet tart fent minden egyes szinthez, addig a Slackware az adott alkönyvtárban több szkriptet használ. Ez kissé visszaveti az átláthatóságot, de a System V struktúra érvényesül. A Slackware a 7.0-s verziójától kezdve kompatibilis a System V-szerű indítási rendszerrel.

### Csomagkezelése
A Slackware csomagok xz-vel tömörített tarballok, amelyek előre lefordított szoftvereket tartalmaznak, egységesen használt a fájlnév végén kiterjesztés-szerűen a „.txz”. Ezeket a csomagokat a rendszer képes telepíteni, frissíteni és egyszerűen eltávolítani, ahogyan más disztribúciók is. Nem figyeli a szoftver és egyéb csomagfüggőségeket (csomagfüggőségekbe tartozhatnak más szoftverek, fordítók, függvények), nem is értesít róla, amíg nem futtatjuk az adott szoftvert. Ennek értelmében a csomagokat úgy telepíti, hogy feltételezi a fennálló függőségeket már korábban telepítettük.
Természetesen a Linuxban megszokott tarballokat is telepíthetünk – megkerülve a Slackware csomagkezelő rendszerét – a tarballban elhelyezett konfiguráló és telepítő fájlok segítségével a szoftver alkotóelemei a megfelelő helyekre kerülnek. Amennyiben van doints.sh nevű szkript a tarballon belül, mindenképpen azzal kezdjük a telepítést. Ezek a tarballok részletesen tájékoztatnak a fennálló csomagfüggőségekről, illetve azok szerint telepítik a szoftvereiket.
A Slackware nem rendelkezik hivatalos – Debian-ban megszokott apt – letöltő, telepítő, függőség-ellenőrző rendszerrel, ami időnként nehézkessé teszi a csomagkezelést, de ezeknek a problémáknak egy részére kínál megoldást néhány opcionálisan használható szoftver, mint amilyen a slapt-get. Rengeteg csomagot találunk ezen az oldalon. Az elemi csomagkezeléshez (telepítés, törlés, listázás) a rendszer megadja a kellő eszközöket.

#### Swaret
A Swaret a Slackware 9.0 része volt, mint opcionálisan telepíthető szoftver a második CD-ről, de a 10.0-s verziótól kezdve kikerült a rendszerből, bár így is elérhető külső forrásokból.
Ezen felül még az itt felsorolt szoftvereket is használhatjuk a csomagjaink kezelésére Slackware alatt:
- swut
- slapt-get
- SlackUpdate
- Emerde
- slackpkg
- stratdate

## Néhány, a Slackware-re épülő disztribúció
- SuSE, eredetileg egy német nyelvű Slackware kiadásként készült, azóta teljes átdolgozáson esett át
- Monkey Linux, korai mini-linux disztribúció
- Slax, egy Slackware Live-CD, amely képes telepítés nélkül is futni
- Stux, szintén egy Slackware Live disztribúció
- Vector Linux, egy korai Slackware disztribúcióra építve
- Frugalware, magyar fejlesztésű disztribúció